# Театри Узбекистану
Список театрів Узбекистану подає єдиним переліком існуючі на теперішній час (2000-ні) театри Узбекистану згідно з чинним адміністративним поділом країни (окремо на початку подано столичні, ташкентські). Практично всі театри Узбекистану є державними, у країні діє адміністративно-територіальний принцип функціонування закладів культури, за яким вони створюються й діють у більшості значних центрів адміністративно-територіальних одиниць. 
Майже третина всіх узбецьких театрів (близько 40) — розташована в столиці місті Ташкенті. В Узбекистані один оперний театр, понад півтора десятки драматичних, в тому числі Національний, у областях (зазвичай у обласних центрах), декілька національних — російські у Ташкенті, Самарканді та Фергані і каракалпацький у столиці узбецької автономії — Республіки Каракалпакстан місті Нукусі. Дитячі театри країни — це театри юного глядача (2 — в Ташкенті та Нукусі) та лялькові театри (республіканський, каракалпацький державний і 8 обласних).    

## Ташкент
- Державний академічний великий театр імені Алішера Навої;
- Узбецький національний академічний драматичний театр;
- Узбецький державний драматичний театр імені Аброра Хідоятова;
- Узбецький державний музичний театр імені Мукімі;
- Ташкентський державний театр музичної комедії (оперети);
- Академічний російський драматичний театр Узбекистану;
- Театр «Ільхом» (імені Марка Вайля);
- Республіканський театр сатири імені А. Каххара;
- Молодіжний театр Узбекистану;
- Республіканський театр юного глядача імені Юлдаша Ахунбабаєва;
- Республіканський театр ляльок;
- Театр-студія «Дійдор».

## Республіка Каракалпакстан

### Нукус
- Каракалпацький державний музичний театр імені Бердаха;
- Каракалпацький державний театр юного глядача імені С. Ходжаніязова;
- Каракалпацький державний театр ляльок.

## Андижанська область

### Андижан
- Андижанський обласний театр музичної драми і комедії імені З. М. Бабура;
- Андижанський міський молодіжний театр імені А. Бакирова;
- Андижанський обласний театр ляльок «Лола».

## Бухарська область

### Бухара
- Бухарський обласний театр музичної драми і комедії імені Садриддіна Айні;
- Бухарський обласний театр ляльок.

## Джиззацька область

### Джиззак
- Джиззацький музично-драматичний театр імені Ю. Раджабі;
- Джиззацький обласний державний театр ляльок.

## Кашкадар'їнська область

### Карші
- Кашкадар'їнський обласний театр музичної драми імені М. Ташмухамедова;
- Кашкадар'їнський обласний театр ляльок.

## Наманганська область
- Наманганський обласний театр музичної драми імені Алішера Навої.

## Самаркандська область

### Самарканд
- Самаркандський обласний театр драми і музики імені Х. Алімджана;
- Самаркандський державний російський театр драми імені А. П. Чехова;
- Самаркандський обласний театр ляльок імені А. Джураєва.

## Сирдар'їнська область

### Гулістан
- Сирдар'їнський обласний театр музичної драми імені А. Ходжаєва.

## Сурхандар'їнська область

### Термез
- Сурхандар'їнський обласний театр музичної драми імені Маннона Уйгура;
- Сурхандар'їнський обласний театр ляльок.

## Ферганська область

### Фергана
- Ферганський обласний театр музичної драми імені Юсуф-Кізік Шакаржанова;
- Ферганський обласний російський драматичний театр;
- Ферганський обласний театр ляльок.

### Коканд
- Кокандський міський театр музичної драми імені Хамзи.

## Хорезмська область

### Хіва
- Хорезмський обласний театр музичної драми імені Огахій;
- Хорезмський обласний театр ляльок.